# The Legend of Zelda: Twilight Princess
The Legend of Zelda: Twilight Princess (jap. ゼルダの伝説　トワイライトプリンセス, Zeruda no Densetsu: Towairaito Purinsesu, wörtlich: „Die Legende von Zelda: Dämmerungsprinzessin“) ist ein Action-Adventure-Spiel aus dem Jahr 2006, das von Nintendo für den GameCube und die Wii entwickelt und veröffentlicht wurde. Ursprünglich für eine exklusive Veröffentlichung auf dem GameCube im November 2005 geplant, wurde Twilight Princess von Nintendo verschoben, um den Entwicklern die Möglichkeit zu geben, das Spiel zu verfeinern, mehr Inhalte hinzuzufügen und es auf die Wii zu portieren. Die Wii-Version war ein Starttitel in Nordamerika im November 2006 und im folgenden Monat in Japan, Europa und Australien. Die GameCube-Version wurde im Dezember 2006 als das letzte First-Party-Spiel für die Konsole veröffentlicht.
Die Geschichte konzentriert sich auf den Serienprotagonisten Link, der versucht, Hyrule davor zu bewahren, von einer korrupten Parallelwelt namens Schattenreich verschlungen zu werden. Dazu nimmt er die Form eines Hylianers und eines Wolfs an und wird von einem mysteriösen Kobold namens Midna unterstützt. Das Spiel findet über ein Jahrhundert nach Ocarina of Time und Majora's Mask statt, in einer alternativen Zeitlinie zu The Wind Waker.
Twilight Princess wurde bei seiner Veröffentlichung von der Kritik gefeiert, erhielt zahlreiche Spiel des Jahres Auszeichnungen und wurde als eines der besten Spiele aller Zeiten bezeichnet. Bis 2015 hatte es weltweit 8,85 Millionen Exemplare verkauft und war damit das meistverkaufte The-Legend-of-Zelda-Spiel, bis es im April 2018 von Breath of the Wild überholt wurde. Im Jahr 2011 wurde die Wii-Version unter dem Label Nintendo Selects neu veröffentlicht. Eine HD-Neuauflage, The Legend of Zelda: Twilight Princess HD, basierend auf der GameCube-Version wurde im März 2016 für die Wii U veröffentlicht.

## Handlung
Das Spiel beginnt mit dem Auftreten dem Protagonisten namens Link – der Name ist im Spiel jedoch frei wählbar –, der sich in einem kleinen Dorf namens Ordon als Ziegenhirte verdingt. Neben dem Zusammentreiben der Ziegen und kleineren Hilfsdiensten genießt Link die Ruhe und Abgeschiedenheit des kleinen Örtchens, als sein Freund, der Schwertkämpfer Moe, ihn beauftragt, ein von Moe geschmiedetes Schwert an den Königshof nach Schloss Hyrule zu bringen. Jedoch kommen auf Link einige Probleme zu, da die Kinder in den Wald rennen, um einen Affen zu jagen. Während der Suche nach Taro, einem der Kinder, trifft Link auf Coro, dem Verwalter des Gebietes Phirone. Von ihm erhält Link eines der ersten wichtigen Items.
Bevor Link den Auftrag ausführen kann, wird er von Monster in Begleitung von König Bulblin niedergeschlagen, die sowohl die Tochter des Bürgermeisters, als auch die anderen Kinder aus dem Dorf entführen. Nachdem Link wieder zu sich gekommen ist, versucht er, die Spur der Übeltäter aufzunehmen und steht schließlich vor einer riesigen, fluoreszierenden Wand – dem Eingang zum Schattenreich. Unerwartet wird er blitzartig in das Schattenreich hineingezogen. Dort macht Link eine merkwürdige Metamorphose durch und nimmt die Gestalt eines Wolfes an. Er wird gefangen genommen und nach Schloss Hyrule gebracht. Im dortigen Verlies trifft er auf eine ungewöhnliche, schwebende Kreatur namens Midna, mit deren Hilfe es ihm gelingt, aus dem Verlies zu entkommen.
Anschließend begegnen Link und Midna Prinzessin Zelda, die berichtet, wie es zu der seltsamen Verwandlung von Hyrule kam. Der selbsternannte König der Schattenwelt Zanto stellte sie vor die Wahl zu kapitulieren und Hyrule den Schatten zu übergeben oder alle Bewohner Zantos Wut und somit dem sicheren Tod preiszugeben. Zelda kapitulierte und Hyrule fiel in die Schatten, in denen die Menschen nur als geisterhafte Wesen existieren. Von Schuldgefühlen zerfressen versteckt sich Zelda in einem Turm und schickte Midna aus, um etwas zu unternehmen. Diese fand Link, der sich in den Schatten nicht in einen Geist, sondern „nur“ in einen Wolf verwandelt und erkannte ihn als Auserwählten, dem die Macht innewohnte Hyrule zu retten (und Midnas eigenen Wünschen zu entsprechen). Midna und Link fliehen aus dem Schloss Hyrule. Die Schattenwelt hat sich mittlerweile fast bis zum Dorf Ordon ausgedehnt. An einer heilenden Quelle nahe dem Dorf trifft Link auf den Lichtgeist Latoan, der ihm von den anderen Lichtgeistern berichtet, die über Hyrule wachen. Latoan berichtet, dass Zanto ihnen das Licht nahm, um ihre Gebiete in den Schatten zu stürzen.
Links erste „richtige“ Aufgabe ist es nun, den anderen drei Lichtgeistern (Phirone, Eldin und Ranelle) wieder auf die Bildfläche zu verhelfen. In den jeweiligen Regionen müssen zuerst Schattenkäfer gefunden und ausgeschaltet werden, um ein magisches Artefakt namens „Tiegel des Lichts“ zu füllen. Im Anschluss daran muss Link jeweils ein Labyrinth erkunden.
Der erste Dungeon ist der Waldschrein von Phirone, der in einem dichten und unbewohnten Wald liegt. Dort trifft er wieder auf den Affen, den Taro zu Beginn des Spiels verfolgte. Dieser hilft Link, aber er muss dafür dem Affen helfen die anderen Tiere zu befreien und gegen den „Boss der Affen“ Ook anzukämpfen. Dieser hilft Link letztendlich auch beim Kampf gegen den Endboss des Schreins.
Der zweite Dungeon liegt im Todesberg verborgen, einem großen Vulkan und Heimat der Goronen. Sie sind ein Volk von Kreaturen, die man am ehesten als Felsengolems bezeichnen kann. Link hilft den Goronen ihr Oberhaupt Grogor zu befreien. Der dritte Dungeon ist ein Schrein, der tief unter dem Hylia-See liegt, dem größten See Hyrules. Er wird von den Zoras bewacht, einem Volk von Fischmenschen. Midna, die Link dabei begleitet, ist derweil auf der Suche nach einer Waffe, mit der sie Zanto vernichten und ihr Schattenreich retten kann.
Link befreit die Lichtgeister und schlägt sich auch durch die Labyrinthe, außerdem findet er die entführten Kinder von Ordon in dem Dorf Kakariko in sicherer Obhut des Priesters Leonard, so dass schließlich alle Schattenkristalle, die man in den Dungeons erbeuten konnte, in Midnas Händen liegen. Doch kaum erscheinen die beiden wieder an der Quelle von Ranelle, erscheint Zanto und verbannt den Lichtgeist zurück in die Schatten. Link wird somit wieder zum Wolf und bekommt einen Nachtkristall in den Kopf eingepflanzt, wodurch er für den Rest seines Lebens ein Wolf bleibt. Zanto versucht Midna auf seine Seite zu ziehen, doch diese weigert sich. Deshalb erweckt Zanto den Lichtgeist Ranelle wieder zum Leben; dieser stürzt sich auf Midna, welche stark unter seiner Macht leidet. Zanto verschwindet wieder und Midna ist so stark geschwächt, dass sie dem Tode nahe ist. Link macht sich abermals auf den Weg nach Schloss Hyrule, um Prinzessin Zelda aufzusuchen. Diese opfert ihre ganze Kraft und überträgt sie auf Midna. Sie gibt Midna und Link den Hinweis mit auf den Weg, dass der einzige Weg zu Links alter Gestalt das sagenhafte Masterschwert sei.
Link findet das Schwert schließlich nach diversen Rätseln, Irrungen und Wirrungen im Heiligen Hain, einem uralten Waldstück im Gebiet Phirone. Midna schenkt Link endlich reinen Wein ein und erläutert, dass der einzige Weg, Hyrule zu retten und Zanto aufzuhalten, über den so genannten Schattenspiegel führt – ein uraltes Artefakt, das die Götter von Hyrule einst als einzige Verbindung zwischen dem Schattenreich und Hyrule hinterlassen hatten. Link erfährt, dass sich dieser Spiegel in der Gerudo-Wüste befindet und macht sich auf in die Wüstenburg. Als Midna und Link endlich in der Spiegelkammer ankommen, stellen sie fest, dass Zanto den Spiegel schon in vier Scherben zerbrochen hat. Seine Absicht war, den Spiegel zu zerstören, wozu allerdings nur der wahre Herrscher des Schattenreichs in der Lage ist. Eine der vier Scherben befindet sich noch an Ort und Stelle, aber von den drei anderen fehlt jede Spur. Von den Weisen, die als leuchtende, geistähnliche Wesen über den Spiegel wachen, folgt noch der Hinweis, dass Zantos Macht wohl vom „Prinzen der Diebe“, Ganondorf, abstammen soll. Ihn haben die Weisen ins Schattenreich verbannt, als Strafe dafür, dass er sich das Triforce aneignen wollte. Bei der Vollstreckung wurde der angekettete Ganondorf mit einem weißen Langschwert aufgespießt, bevor er auf die andere Seite geschickt wurde. Da er aber immer noch das Triforce der Kraft in sich trug, überlebte er diese Verletzung jedoch unbeschadet, riss sich von seinen Ketten los und tötete einen der Weisen. Noch während er das Schwert, das sein Herz durchbohrt hatte, herauszog, konnten die Weisen ihn im letzten Augenblick ins Schattenreich verbannen.
Nach langen Reisen finden Link und Midna schließlich sowohl die Spiegelfragmente, welche in drei weiteren Dungeons (in den Schneebergen, Zitadelle der Zeit und Kumula) versteckt waren, als auch den Weg ins Schattenreich. Am Ende der Reise wartet Zanto, über den man erfährt, dass er eigentlich König geworden wäre, aber in der Thronfolge übergangen wurde, weil seine Augen angeblich eine ungeheure Machtgier widerspiegelten. Außerdem wird das Geheimnis um Midna gelüftet – sie ist die Prinzessin der Dämmerung (engl. Twilight Princess), die von Zanto in ihre gegenwärtige Gestalt gebracht wurde, und somit eigentlich die wahre Herrscherin über das Schattenreich. Letztlich muss sich auch Zanto Link geschlagen geben und tritt seine letzte Reise nach Hyrule an.
Mittlerweile stellt sich heraus, dass Ganondorf von Anfang an hinter der ganzen Geschichte steckte. Er war es auch, der das Schloss von Hyrule mit einer magischen Barriere umgab. Mit Hilfe von Midna, die sich dank der Schattenkristalle in ein riesiges Schleimwesen verwandelt, kann die Barriere durchdrungen werden, wodurch es für sie und Link möglich ist, ins Schloss vorzudringen. Nachdem sie den Thronsaal erreicht haben, folgt der Kampf gegen Ganondorf. Mit vereinten Kräften von Link, Zelda, Midna und Links Pferd Epona – der Name ist im Spiel jedoch frei wählbar – wird Ganondorf schließlich besiegt.
Dadurch wird Zantos Fluch gebrochen und Midna bekommt ihre alte Gestalt wieder. Sie verlässt daraufhin die Lichtwelt von Hyrule und zerstört die Verbindung zwischen den beiden Welten mit einer Träne. Link und Epona kehren nach Ordon zurück. Während der Abspann läuft, sieht man Link mit Epona aus Ordon reiten, um neue Abenteuer zu suchen.

## Gameplay
Twilight Princess ist ein Action-Adventure-Spiel, dessen Schwerpunkt auf Erforschung von Regionen und dem Sammeln von Objekten liegt. Das grundlegende Spielprinzip aus den 3D-Zelda-Spielen wird beibehalten (Aktionen wie Gehen, Laufen, Angriff, Verteidigung und automatisches Springen von Felsvorsprüngen). Das Spiel bietet mehrere Dungeons, große geschlossene Bereiche, in denen der Protagonist Link gegen Feinde kämpft, Objekte sammelt und Rätsel löst, um zum Endgegner zu gelangen. Links Hauptwaffen sind Schild und Schwert. Andere häufig verwendete Waffen sind Pfeil und Bogen, ein Bumerang, hochexplosive Bomben und ein Enterhaken. Um die Bekämpfung von Feinden leichter zu machen, gibt es einen „Lock-on“-Mechanismus, der es ermöglicht, einen Feind anvisieren und ihm gleichzeitig auszuweichen. Diese Technik wird ausgelöst durch die Z-Taste bei der Wii-Version und durch die L-Taste bei der GameCube-Version. Um sich schneller fortzubewegen, kann Link entweder mit seinem Pferd Epona reiten oder sich zu festgelegten Punkten teleportieren.
Link verwandelt sich beim Eintreten in das Schattenreich in einen Wolf. Im Verlauf des Spieles kann man allerdings selber zwischen Wolf und Menschengestalt wechseln, in dem man Midna darum bittet. Als Wolf bewegt sich Link schneller, greift mit seinen Zähnen an und kann Löcher graben, um Objekte freizulegen oder geheime Orte zu entdecken. Außerdem trägt er Midna, eine kleine Kobold-ähnliche Kreatur, die Hinweise gibt, ein Energiefeld nutzt, um Feinde anzugreifen und Link das Springen längerer Distanzen erleichtert. Link kann als Wolf auch mit Tieren kommunizieren, die ihm nützliche Informationen geben, und er hat einen besseren Geruchssinn, so dass er bestimmten Spuren folgen kann. Sein Geruchssinn ist auch die einzige Möglichkeit des Spielers, den einzelnen Spuren, z. B. dem Geruch von Medizin zu folgen und diese zu finden.

## Hintergrund
- Nintendo kündigte nach Erscheinen von The Wind Waker an, dass der nächste Teil der Zelda-Saga für den Nintendo GameCube ebenfalls auf der in diesem Spiel verwendeten Grafik-Engine basieren wird, was angesichts des ursprünglichen Arbeitstitels The Wind Waker 2 vermuten ließ, dass es sich dabei nur um eine Art Nachfolger von The Wind Waker handeln würde. Stattdessen wurde auf der Electronic Entertainment Expo 2004 eine neue Vorschau gezeigt, in der Link ähnlich wie in einem auf der Messe Spaceworld 2000 gezeigten Video aussah. Die neue 3D-Grafik begeisterte schon im Vorfeld Fans. Umso erstaunlicher ist es, dass für den neuen Zelda-Titel tatsächlich eine modifizierte Version der Wind-Waker-Engine verwendet wurde. Abgesehen von der neueren Grafik gab der Trailer wenig Aufschluss über spielerische Neuerungen, allerdings sah man Link erstmals auf dem Rücken eines Pferdes mit dem Schwert kämpfen.
- Auf der Electronic Entertainment Expo 2005 wurde zunächst der November 2005 als weltweites Erscheinungsdatum genannt. Laut Nintendo sollten dem Spiel jedoch noch einige Features hinzugefügt werden, sodass die Erscheinung des Spiels für den Zeitraum nach dem 31. März 2006 angesetzt wurde.[2] In einem Interview mit dem damaligen amerikanischen Marketing-Manager Nintendos Reggie Fils-Aimé, der inzwischen Präsident der amerikanischen Sektion des japanischen Konzerns ist, verkündete dieser, dass Twilight Princess nicht vor Herbst 2006 erscheinen wird.[3] Wie auf einer Pressekonferenz von Nintendo am 9. Mai 2006 bekannt gegeben wurde, würde das Spiel im amerikanischen Vertriebsraum auf separaten Disks sowohl für den Nintendo GameCube als auch für Wii erscheinen. Die Wii-Version erschien am 8. Dezember 2006, gleichzeitig mit dem Hardware-Release. Die NGC-Version kam eine Woche später, am 15. Dezember 2006,[4] heraus.

## Wii-Portierung

### Allgemeines
Twilight Princess sollte erst kurz vor der Veröffentlichung der GameCube-Nachfolgekonsole Wii erscheinen. Deshalb entschied sich Nintendo dafür, das Spiel für die Wii umzusetzen und auch primär als Wii-Spiel zu bewerben. Da beide Versionen auf derselben Grafik-Engine basieren, und man in dieser Hinsicht größere Unterschiede vermeiden wollte, hebt sich die Grafik der Wii-Version kaum von der des GameCubes ab. Sie besitzt jedoch exklusiv einen 16:9-Modus und Vollbildverfahren (480p).
Die Wii-Version unterscheidet sich ansonsten vom Original in der Umsetzung der Steuerung, die auf den neuartigen Controller der Konsole, die Wiimote, ausgelegt ist. So kann man etwa durch entsprechende Bewegungen mit der Wiimote Link dazu veranlassen, sein Schwert zu schwingen. Auch das Zielen auf Gegner oder Punkte im Spiel funktioniert mit der Wiimote. Da der Großteil der Spieler die Wiimote in der rechten Hand hält, wurde das komplette Spiel für die Wii-Version gespiegelt, sodass Link das Schwert in der rechten Hand führt, was insofern ein Novum ist, da bis dato das Schwert von den Designern stets in die linke Hand gelegt wurde. Die Spiegelung führte auch dazu, dass Gebiete in der Wii-Version auf der anderen Seite liegen als in der GameCube-Version und kleineren Nebeneffekten, wie z. B. dass sich die Charaktere mit links die Hand schütteln. Ein weiterer Fehler bzw. Nebeneffekt ist die falsche Bezeichnung der Himmelsrichtungen innerhalb von Hyrule-Stadt. So befindet sich Hyrule-West im Osten und Hyrule-Ost im Westen der Stadt, weshalb Link nach Osten gehen muss, um den westlichen Bereich der Stadt aufzusuchen und umgekehrt. Außerdem geht die Sonne in der Wii-Version im Westen auf und versinkt im Osten.

### Twilight-Hack
Einen Sonderstatus unter den verfügbaren Wii-Titeln erlangte das Spiel durch einen Hack, der es mittels eines manipulierten Spielstandes ermöglichte, unlizenzierte, unzertifizierte Software auf der Wii-Konsole zu starten. Beim Spielstart mit der speziellen Speicherdatei und der Bewegung der Spielfigur nach hinten wird eine Schwachstelle ausgenutzt, die darauf basiert, dass für den Namen des Pferdes (normalerweise „Epona“) eine lange Zeichenkette in den Spielstand eingefügt wurde. Wird diese nun geladen, wird ein Buffer-Overflow ausgelöst, der wiederum den Hackmii-Installer bootet. Dieser ermöglicht es, manipulierten Programmcode mit den „Rechten“ des lizenzierten Spiels auszuführen. Seit dem Update des Systems auf Version 4.0 ist dies jedoch ausgeschlossen, da der manipulierte Spielstand nicht mehr auf die Wii kopiert werden kann.

## Trivia
- Es gibt die Theorie, dass die Netflixserie Stranger Things von dem Spiel The Legend of Zelda: Twilight Princess inspiriert wurde. Die Schattenwelt, im Spiel, hat die gleiche Atmosphäre wie Upside-Down in der Serie.
- Der Demogorgon aus der Serie Stranger Things hat Ähnlichkeit mit der Kreatur „Dämon der Finsternis“ im Spiel.

## HD-Version
In einer Nintendo Direct-Präsentation am 12. November 2015 kündigte Satoru Shibata, Präsident von Nintendo of Europe, ein HD-Remaster des Spiels an, welches am 4. März 2016 in Europa und Nordamerika sowie am 10. März desselben Jahres in Japan für die Heimkonsole Wii U erschien. Neben der verbesserten visuellen Darstellung und Spieloptimierungen unterstützt das Spiel Amiibo, unter anderem mit der Wolf-Link-Amiibo, die die neue Schattenhöhle freischaltet.

## Kritiken
IGN UK (9,5/10, Wii): „A truly epic new Zelda complete with a compelling, darker storyline, enhanced controls, and brand new gameplay mechanics.“
consolewars.eu (10/10): „Dieses Spiel hat sehr große Erwartungen geweckt und konnte diese sogar übertrumpfen.“
4Players (90 %, Wii): „Ein unheimlich liebevoll designtes, fantastisch arrangiertes Videospiel-Märchen.“
Spieletipps.de (93 %): „Der bisherige Höhepunkt einer unglaublichen Erfolgsstory. Die dichte Atmosphäre, fordernde Rätsel und der große Umfang werden euch an die Wii fesseln.“

## Auszeichnungen
- 2007 Game Developers Choice Award für das Skript